# HMS Pinafore

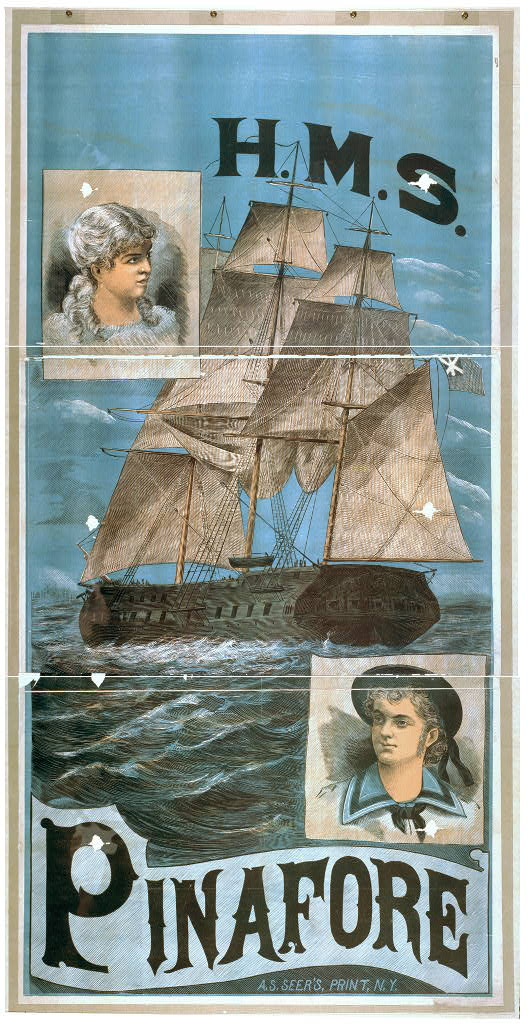
Een poster uit 1879 voor een D'Oyly Carte-productie

H.M.S. Pinafore, or The Lass that Loved a Sailor is een komisch operastuk in twee bedrijven met muziek van Arthur Sullivan en libretto door W. S. Gilbert. Het is een van de Savoy Opera's en vormde het eerste grote succes van Gilbert en Sullivan. De opera werd als eerste opgevoerd in de Opera Comique in Londen op 25 mei 1878 en zou hier uiteindelijk 571 keer worden uitgevoerd, waarmee H.M.S. Pinafore het op een na langst draaiende muzikale theaterstuk was tot die tijd na de operette Les Cloches de Corneville. De H.M.S. Pinafore was het vierde stuk waaraan Gilbert en Sullivan gezamenlijk werkten.
H.M.S. Pinafore vormde een groot succes an beide zijden van de Atlantische Oceaan. Door de auteurswet van die tijd was het echter mogelijk voor Amerikaanse theaters om het stuk uit te voeren zonder royalty's te hoeven betalen aan de makers. Op het hoogtepunt van haar populariteit telden de meeste grote Amerikaanse steden verschillende theaters die het stuk tegelijkertijd vertoonden.
Gilbert putte voor het stuk uit verschillende van zijn eerdere "Bab Ballad"-gedichten, waardoor in H.M.S. Pinafore veel vrolijkheid en dwaasheid is verwerkt. De zachte satire van de opera herhaalt en bouwt voort op een thema dat werd geïntroduceerd in het stuk The Sorcerer; de liefde tussen leden van verschillende sociale klasses. Het operastuk maakt ook goedaardige grappen over de Royal Navy en parlementaire politiek en het opklimmen van ongeschikte personen naar gezagsposities. Het laatste thema werd herhaald in latere operastukken. De titel van het stuk zelf is humoristisch gekozen, daar deze de naam van een kledingstuk van een klein meisje; pinafore (overgooier; dat in het Engels klinkt als "semaphore"; semafoorvlag), contrasteert met het symbool van een oorlogsschip van de marine. 
De plot ontwikkelt zich rond de dochter van een marinekapitein, die verliefd wordt op een gewone zeeman (foremast hand) uit de lagere klasse, terwijl haar vader haar wil laten trouwen met de First Lord of the Admiralty; de minister die het bevel voert over de Royal Navy. Net als bij de meeste Gilbert en Sullivanopera's wordt alles dramatisch omgegooid door een verrassende wending tegen het einde van het verhaal. 

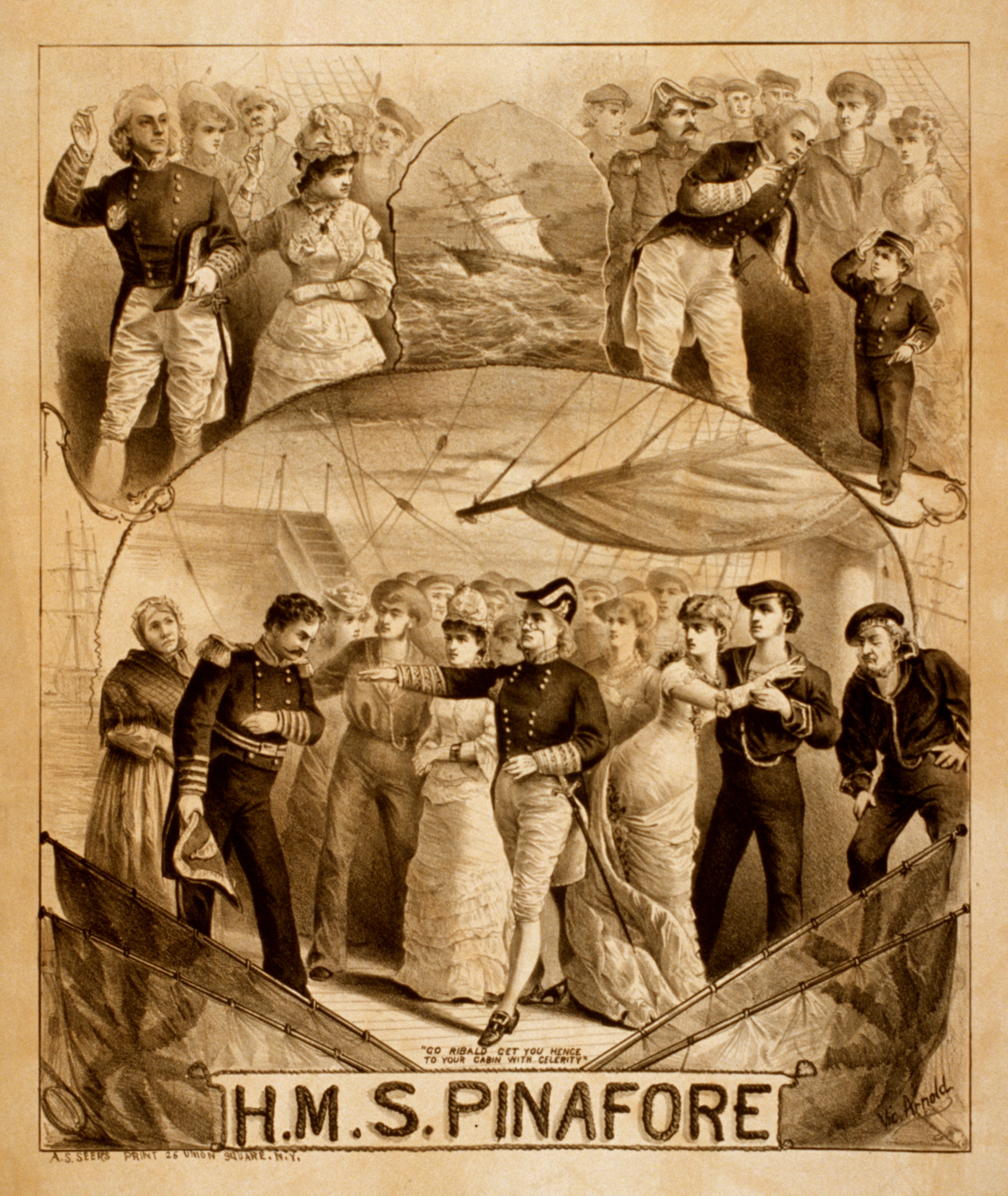
Amerikaanse lithografische poster uit 1879